# Illiniwek
Gli Illiniwek (o anche Illini, Illinois, Illinois Confederacy) sono una popolazione di nativi dell'America del Nord.
Di stirpe algonchina, un tempo erano stanziati nella regione a est del fiume Mississippi, fra la confluenza del Missouri e dell'Ohio. Gli Illinois erano agricoltori alla zappa. Le principali tribù di questo popolo erano i Kaskaskia, i Cahokia, i Peoria, i Tamaroa, i Moingwena i Michigamea, i Chepoussa, i Chinkoa, i Coiracoentanon, gli Espeminkia, i Maroa, ed i Tapouara.  Al tempo dei primi contatti con gli europei, nel XVII secolo, il loro numero totale era stimato in più di 10.000 persone.
Gli Illiniwek parlavano diversi dialetti della Lingua Miami-Illinois, appartenente alla Famiglia linguistica algonchina.
Quando i francesi esplorarono la regione per la prima volta, provenienti dal Canada, nel XVII sec., vi trovarono questo vigoroso popolo che chiamarono, appunto, Illiniwek che letteralmente significa "uomini di Illino". Quello che conosciamo oggi degli Illini proviene dalle Jesuit Relations, che erano i rapporti di viaggio che i missionari gesuiti spedivano periodicamente ai loro superiori in Francia.
Nel XVII secolo gli Illiniwek soffrirono le malattie portate dagli europei e l'espansione degli Irochesi, altra popolazione indigena, nella zona est dei Grandi Laghi. In quel periodo gli Irochesi avevano abbandonato la loro zona tradizionale e avevano cominciato a colonizzare le aree vicine con villaggi ed insediamenti. Agivano in questo modo per soddisfare le sempre più pressanti richieste dei commercianti europei, dai quali dipendeva il loro flebile commercio.
Secondo lo storico Francis Parkman nella Cospirazione di Pontiac, una guerra fu dichiarata agli Illiniwek dopo l'omicidio del capo indiano Pontiac, leader della tribù di nativi americani Ottawa, da parte di un guerriero Peoria. Secondo la leggenda, a seguito della guerra i Peoria furono poi relegati in quello che oggi è conosciuto come lo Starved Rock State Park. Questa versione dei fatti fu poi rinnegata dallo storico Howard Peckham nel 1947, il quale affermò che non vi fu nessuna evidenza dei fatti in seguito alla discussa rappresaglia per l'omicidio di Pontiac.
Come conseguenza dell'internamento delle popolazioni indigene nelle riserve, i discendenti dei Illiniwek si possono oggi trovare nella regione di Ottawa, in Oklahoma.